# Thurston Daniels
Pour les articles homonymes, voir Daniels.
Thurston Edward Daniels, né le 10 octobre 1859 et mort le 8 décembre 1926, est un homme politique populiste américain. Il est le troisième lieutenant-gouverneur de l'État de Washington,.